# الحبيب ثامر
الحبيب ثامر ولد بتونس العاصمة يوم 4 أفريل 1909 وتوفي في حادث طائرة بلاهور يوم 22 ديسمبر 1949، سياسي وطني وطبيب تونسي.

## تكوينه
درس الحبيب ثامر بالمدرسة الصادقية بتونس قبل أن يتحول إلى فرنسا لدراسة الطب بتولوز أولا ثم بالعاصمة الفرنسية باريس. وهناك نشط بكل من الحزب الحر الدستوري الجديد وجمعية طلبة شمال أفريقيا المسلمين التي تولى رئاستها عام 1935.

## في العمل الوطني السري
بعد أحداث أفريل 1938 وإلقاء القبض على القيادات الوطنية ومن ضمنها الحبيب بورقيبة وصالح بن يوسف وغيرهم، تولى رئاسة الديوان السياسي السري الذي يمثل القيادة السرية للحزب الدستوري الجديد. وخلال احتلال المحور لتونس خلال الفترة بين نوفمبر 1942 وماي 1943 أي الحرب العالمية الثانية، استغل الظرفية لتعزيز نشاط الحزب العلني. ثم فر من البلاد عند عودة الفرنسيين خوفا من محاكمته بدعوى التعامل مع الألمان.

## نشاطه في الخارج
استقر أولا بألمانيا ثم اتجه إلى مصر وكان من مؤسسي مكتب المغرب العربي بالقاهرة عام 1947. وقد عرف هناك بمواقفه العروبية والإسلامية، وقد كان في شق مناهض لبورقيبة رئيس الحزب الدستوري الجديد. أرسل إلى باكستان لحضور مؤتمر الاقتصاد الإسلامي المنعقد بكراتشي في أواخر عام 1949، وقد توفي في حادث طائرة بلاهور صحبة رفيقيه أعضاء وفد المغرب العربي إلى المؤتمر وهما علي الحمامي من الجزائر ومحمد بن عبود من المغرب.

## تخليدا له
أوتي برفاته لتدفن بمقبرة الجلاز بتونس يوم 9 أفريل 1968. وتخليدا لذكراه أطلق اسمه على حديقة وشارع رئيسي ومستشفى جامعي وكلها تقع بالعاصمة التونسية.